# Dictator
Dictator (lat.dictator = cel ce poruncește) este un termen ce provine de la funcție politică din timpul Republicii Romane. Această funcție apărea printr-o hotărâre a senatului, în situații deosebite, când din rândul consulilor se alegea pe timp de 6 luni un „dictator” care avea puteri depline (summum imperium) și măsurile sale nu mai necesitau o aprobare a senatului, la expirarea mandatului nefiind judecat ulterior pentru măsurile sale.
Dictatorului îi erau subordonați magistrații; după alegerea sa trebuia să aleagă comandantul cavaleriei „magister equitum”.
Dictatorii romani mai cunoscuți au fost: Cincinnatus, Fabius Maximus, Sulla și Cezar (care, contrar legislației romane, a rămas dictator pe viață).
Dictatorii care au abuzat de această funcție sunt numiți de istorici „tirani” , acesta fiind un termen cu trăsături negative.

## Dictatori
Ulterior termenul va defini monarhi sau șefi de stat cu puteri nelimitate care au un regim de dictatură, fără recunoașterea altor partide politice din opoziție.
O caracteristică a dictaturii este lipsa alegerilor democratice, nerespectarea drepturilor omului, suprimarea brutală a mișcărilor progresiste democratice.
Dictatori din perioada nouă pot fi amintiți : Hitler, Mussolini și Franco ca reprezentanți ai nazismului și fascismului în Europa, iar ca dictatori comuniști: Stalin, Mao și  Ceaușescu.

## Exemple de dictatori
Exemple istorice
- Petru I al Rusiei - „Împărat și Autocrat al întregii Rusii”;
- Benito Mussolini - dictator în Italia, 1922-1945;
- Iosif Stalin - dictator în URSS, 1924-1953;
- Antonio de Oliveira Salazar - dictator în Portugalia 1932-1968;
- Adolf Hitler este persoana centrală a dictaturii ce a existat în Germania între 1933 și 1945;
- Ioannis Metaxas - dictator în Grecia între 1936 și 1941
- Carol al II-lea - dictator în România, 1938-1940
- Francisco Franco - dictator în Spania 1939-1975;
- Iosip Broz Tito - dictator în Iugoslavia 1945-1980;
- Enver Hoxha - dictator în Albania 1945-1985
- Alfredo Stroessner - dictator în Paraguay 1954-1989;
- Gustavo Díaz Ordaz - dictator în Mexic 1964-1970
- Nicolae Ceaușescu - dictator în România 1965-1989;
- Mobutu Sese Seko - dictator în Zair 1965-1997
- Suharto - dictator în Indonezia 1966-1998;
- Georgios Papadopoulos în Grecia 1967-1974;
- Muammar al-Gaddafi - dictator în Libia 1969-2011.
- Erich Honecker - dictator în RDG 1971-1989
- Augusto Pinochet - dictator în Chile 1973-1990;
- Gustav Husak - dictator în Cehoslovacia 1975-1989
- Saddam Hussein - dictator în Irak, 1979-2003;
- Robert Mugabe - dictator în Zimbabwe 1980-2017
- Hosni Mubarak - dictator în Egipt 1981-2012;
- Zine El Abidine Ben Ali - dictator în Tunisia 1987-2011;
- Omar al-Bashir dictator în Sudan 1989-2019;
- Abdelaziz Bouteflika dictator în Algeria 1999-2019;
- Joseph Kabila dictator în Republica Democrată Congo 2001-2019;
- Idriss Déby dictator în Ciad 1990-2021;

Exemple actuale
- José Eduardo dos Santos în Angola din 1979
- Teodoro Obiang Nguema Mbasogo în Guineea Ecuatorială din 1979
- Yoweri Museveni în Uganda din 1986
- Isaias Afwerki în Eritreea din 1993
- Aleksander Lukașenko în Belarus din 1994
- Emomali Rahmon în Tadjikistan din 1994
- Denis Sassou-Nguesso în Republica Congo din 1997
- Gurbangulî Berdîmuhamedov în Turkmenistan din 2006
- Kim Jong-un în Coreea de Nord din 2011
- Recep Tayyip Erdoğan în Turcia din 2014
- Salman bin Abdulaziz al Saud în Arabia Saudită din 2015